# Kerk van Bedsted
De Kerk van Bedsted (Deens: Bedsted Kirke) is een kerkgebouw van de Deense Volkskerk in Bedsted in de Deense gemeente Tønder.

## Beschrijving
Het oudste deel van de kerk stamt uit de late jaren 1100. Pas in het laatste deel van de jaren 1400 kreeg de kerk het huidige aanzien. Het koor en het oostelijke deel van het kerkschip zijn nog romaans (1050-1250). De kerk werd echter te klein en rond 1300 werd het schip in westelijke richting in laatromaanse stijl vergroot.  De toren en het portaal werden in de 15e eeuw in gotische stijl toegevoegd. De laatste uitbreiding vond in de late jaren 1500 plaats met de bouw van een renaissance trappenhuis aan de noordelijke kant van de toren.
Het kerkgebouw werd regelmatig gerenoveerd. Hiervan getuigen de jaartallen 1757, 1788 en 1929 op de toren. Voor het laatst vonden restauraties plaats in de jaren 1941-1942 en 1980.

## Een klok uit het Friese Garijp
De klok in de toren stamt uit de kerk van het Friese Garijp. De klok werd in 1490 gegoten en is daarmee een van de oudste klokken in Zuid-Jutland. Hoe de klok in Bedsted terechtkwam is een raadsel, maar de klok met een hoogte van 112 cm. en een diameter van 110 cm. vormt tegenwoordig een van de belangrijkste voorwerpen van de kerk. De klok die de naam Maria kreeg draagt een dubbel oud-Nederlands inschrift, dat onderbroken wordt door  reliëfs van heiligen. Het inschrift luidt: in het jaar onzes Heeren 1490, Maria ben ik geheten, bewoners van Garijp lieten me gieten, heer Jettic is priester in Garijp en Rennert, Sibren en Jouta kerkvoogden, Herman goot mij.

## Interieur
De kerk bleef door de eeuwen heen bespaard voor oorlogsgeweld en branden, zodat het interieur ondanks de hoge ouderdom goed bewaard bleef. Bij een restauratie in de jaren 1941-1942 werden de oorspronkelijke kleuren zoveel mogelijk hersteld.
De altaartafel is middeleeuws en tijdens de restauratie van 1941 werd in het altaar een holte ontdekt, dat vermoedelijk een schrijn bevatte waarin de relieken van de patroonheiligen van de kerk (Maria en Sint-Godehardus) werden bewaard. Het altaarstuk is van rond 1525 en heeft een centrale houtgesneden voorstelling van de kruisiging. De vleugels bevatten de beelden van de twaalf apostelen.
In het noordoostelijke deel van het kerkschip staat een zijaltaar met een beeld van een gekroonde Maria met Kind. Het dateert uit de late jaren 1400.
De kruisigingsgroep van de koorboog hangt tegenwoordig aan de noordelijke muur en dateert uit 1475. Het corpus van het kruis is 135 cm. hoog en de beelden van Maria en Johannes zijn elk 84 cm. hoog. Een ander soortgelijk kruisbeeld uit de jaren 1400 hangt tegenwoordig boven de koorboog en heeft een 59 cm. hoog corpus. Boven de dichtgemetselde noordelijke ingang van de kerk hangt nog een crucifix met een 69 cm. hoog corpus uit de vroege jaren 1400 en werd geschonken door Claus Michelsen uit Øster Terp.
De renaissance preekstoel dateert uit 1660 en is versierd met reliëfs uit het leven van Jezus: de Verkondiging, de Doop, de Kruisiging, de Opstanding en de Hemelvaart. Boven de kansel hangt een klankbord dat in het jaar 1737 werd gemaakt. Bij de nieuwbouw werden echter de vier evangelisten en engelhoofden van het oude klankbord overgenomen.
Het doopvont is romaans en van graniet en is waarschijnlijk even oud als de kerk zelf.

## Kerkhof
Op het noordelijke deel van de begraafplaats werd de Deense Gouden Eeuw-schilder Johan Thomas Lundbye (1818-1848) ter ruste gelegd. In het zuidwestelijke deel van het kerkhof staat een monument uit 1921 voor de 22 jonge mannen van de gemeente die het leven in de Eerste Wereldoorlog lieten.

## Orgel
In het jaar 2000 werd het orgel uit 1877-1878 vervangen. Het nieuwe orgel bezit 15 registers en werd door Marcussen & Søn uit Aabenraa gebouwd.